# Литячі

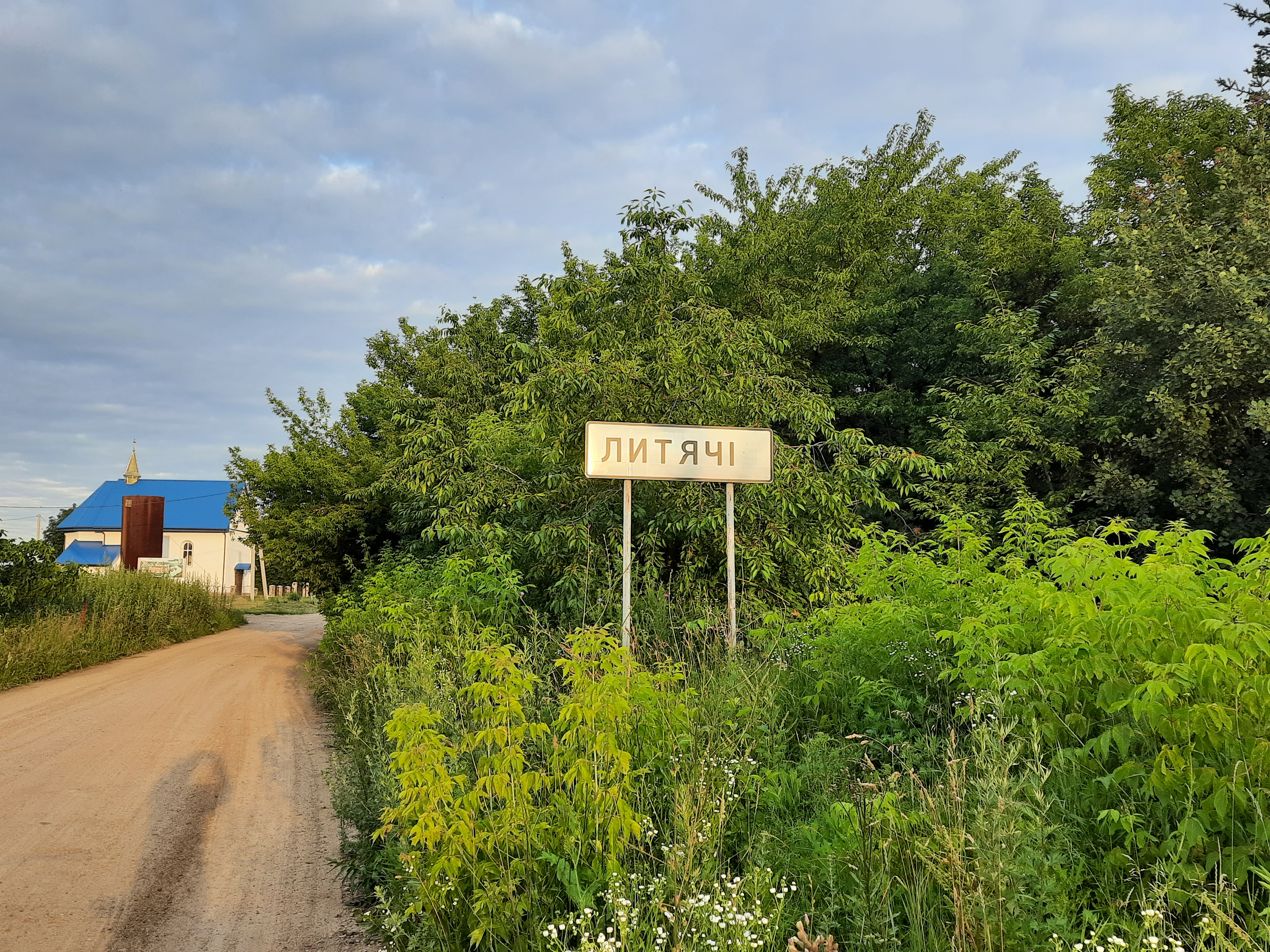
Дорожній знак при в'їзді в село

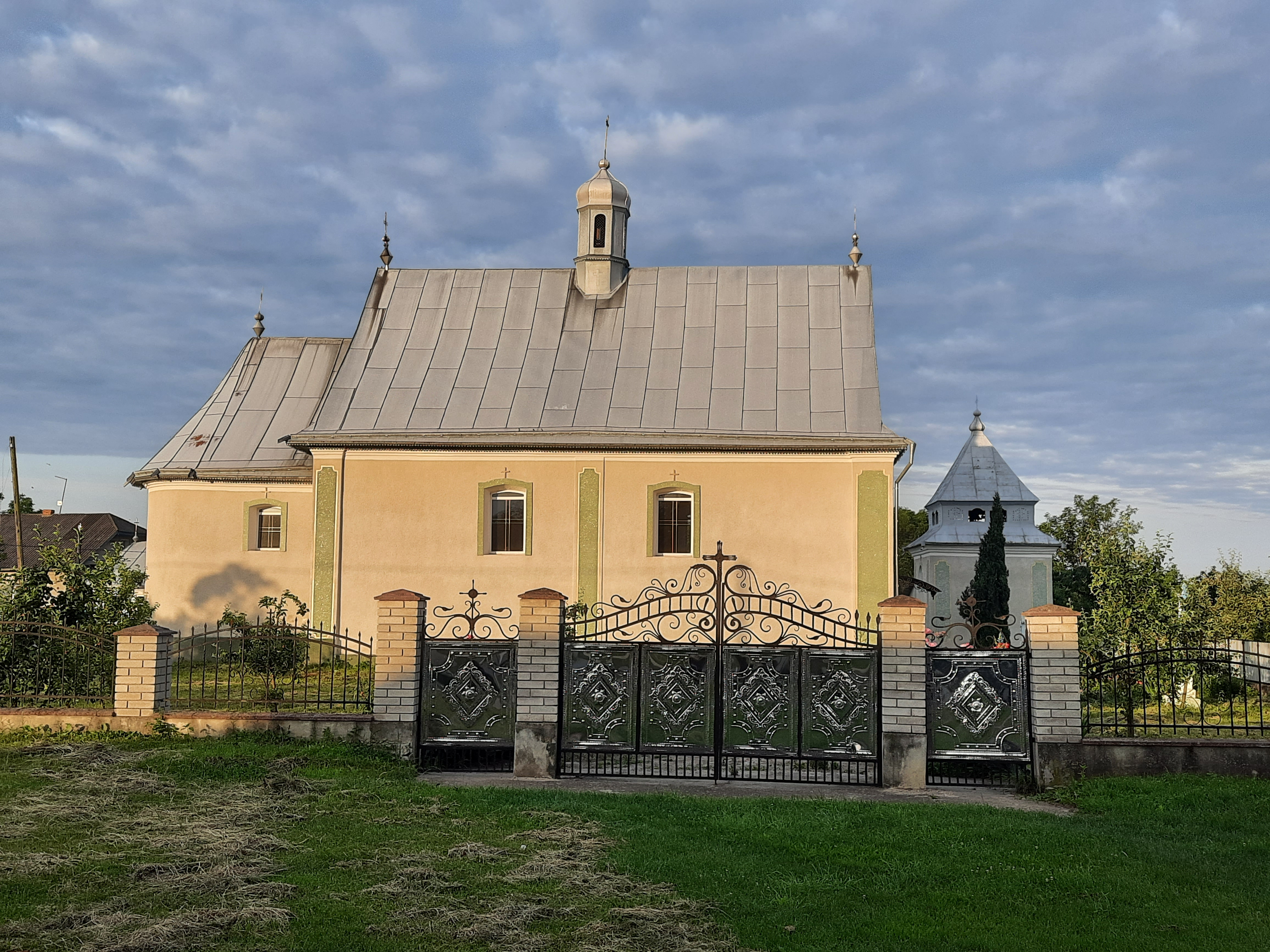
Церкви Святого Архістратига Михаїла (1828) ПЦУ

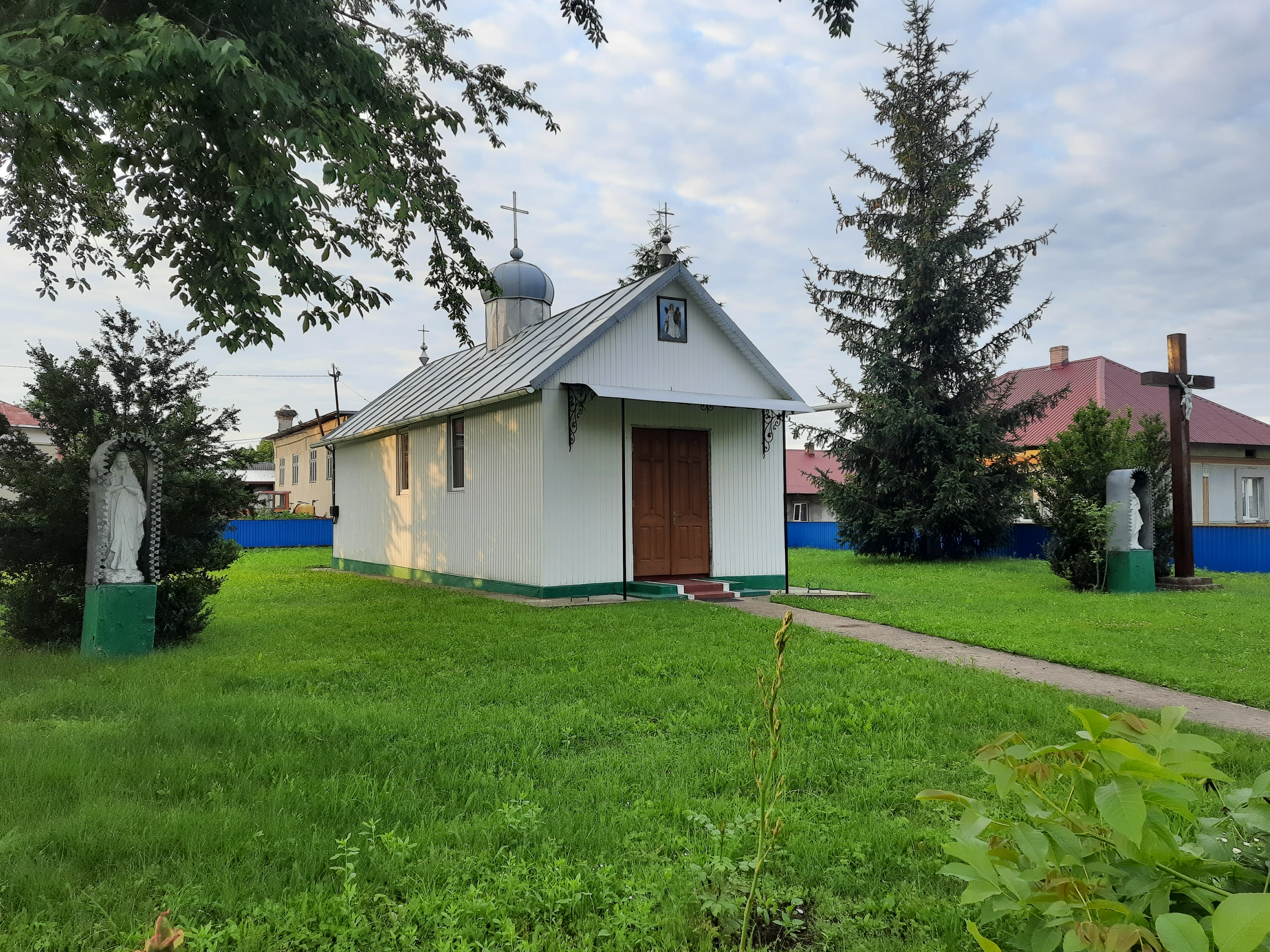
Церква Святого Архістратига Михаїла (1997, УГКЦ)

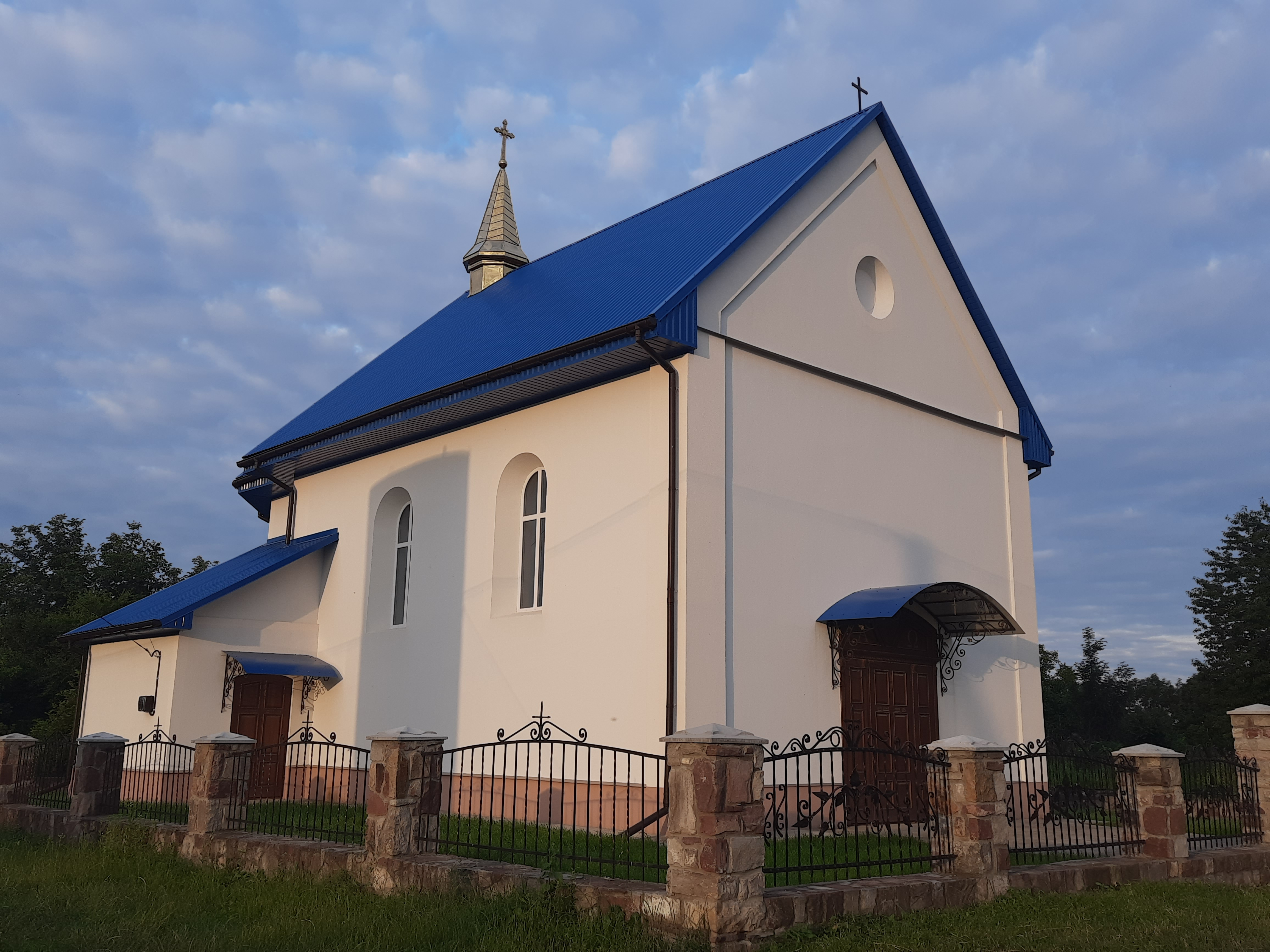
Відреставрована римо-католицька каплиця

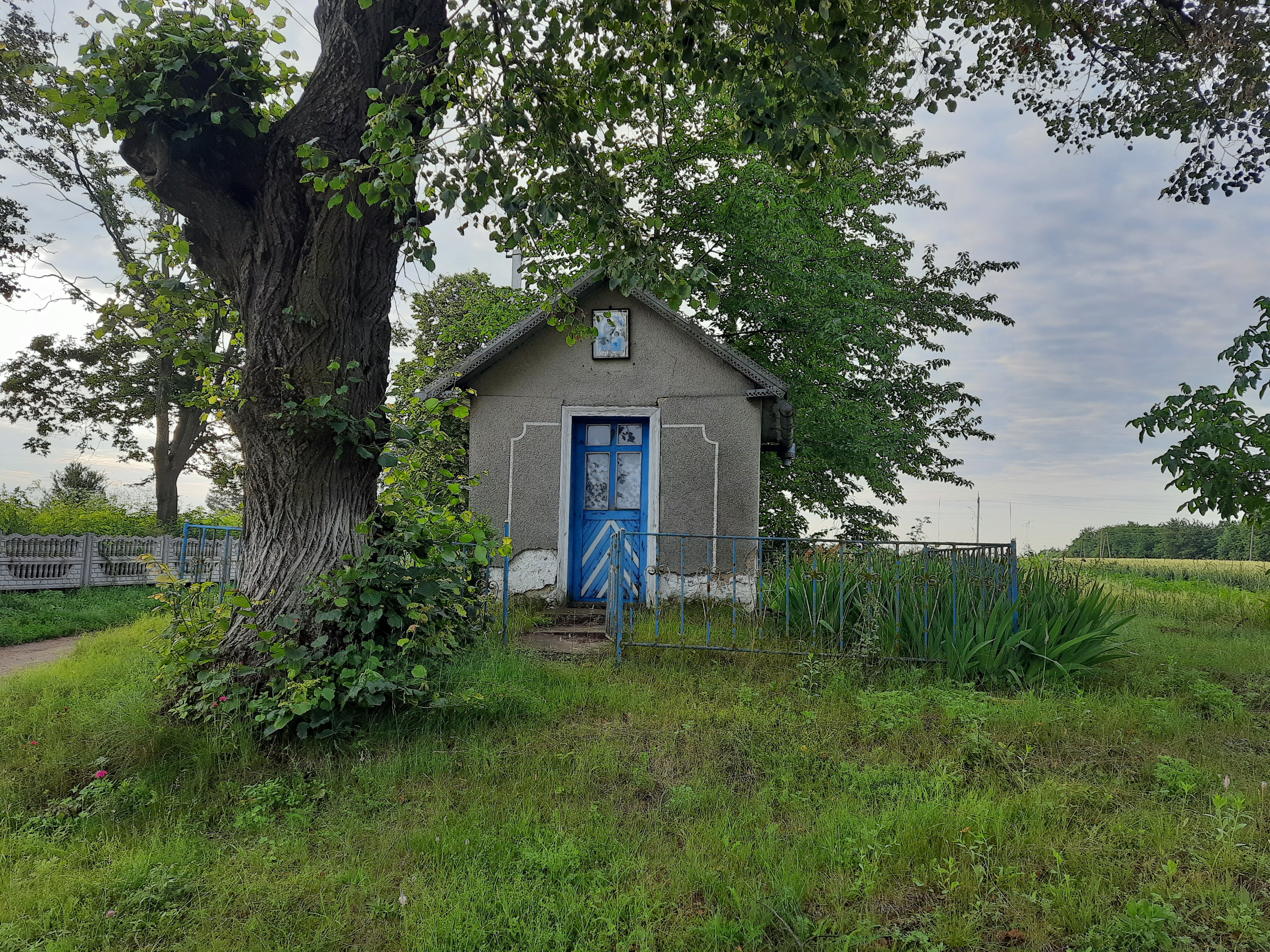
Капличка на околиці села

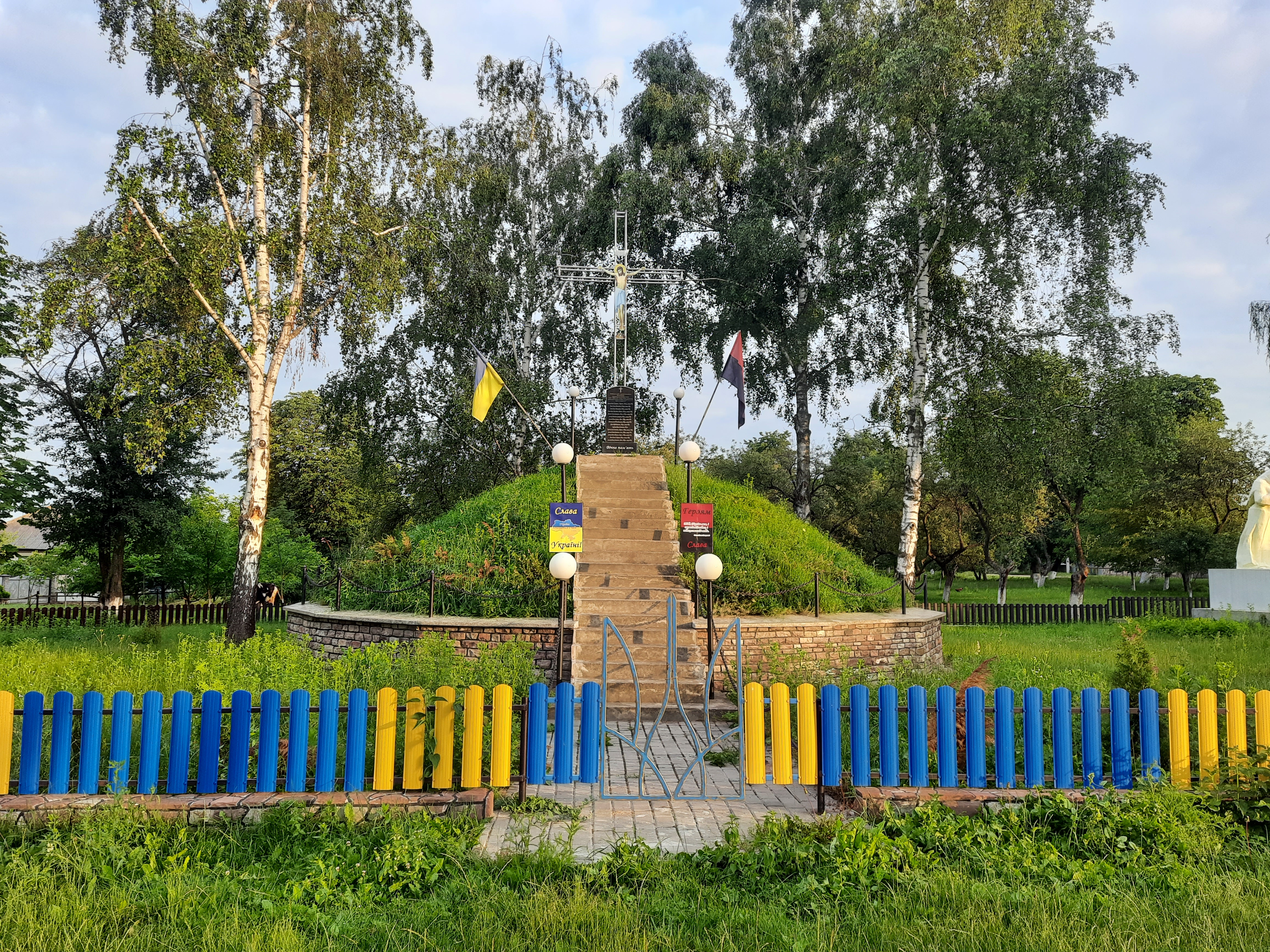
Символічна могила Борцям за волю України

Литя́чі (Летяче) пол. Latacz — село в Україні, у Товстенській селищній громаді Чортківського району Тернопільської області. Розташоване на річці Дністер у Дністровському каньйоні , на заході району. Село славиться своїми островами - Литячівські острови. Колишнє містечко. Центр Литячівського старостинського округу.
Населення — 830 осіб.
До 2018 — центр сільської ради. Від 2018 року ввійшло у склад Дорогичівської сільської громади. З 2020 року — у складі Товстенської селищної громади.

## Історія

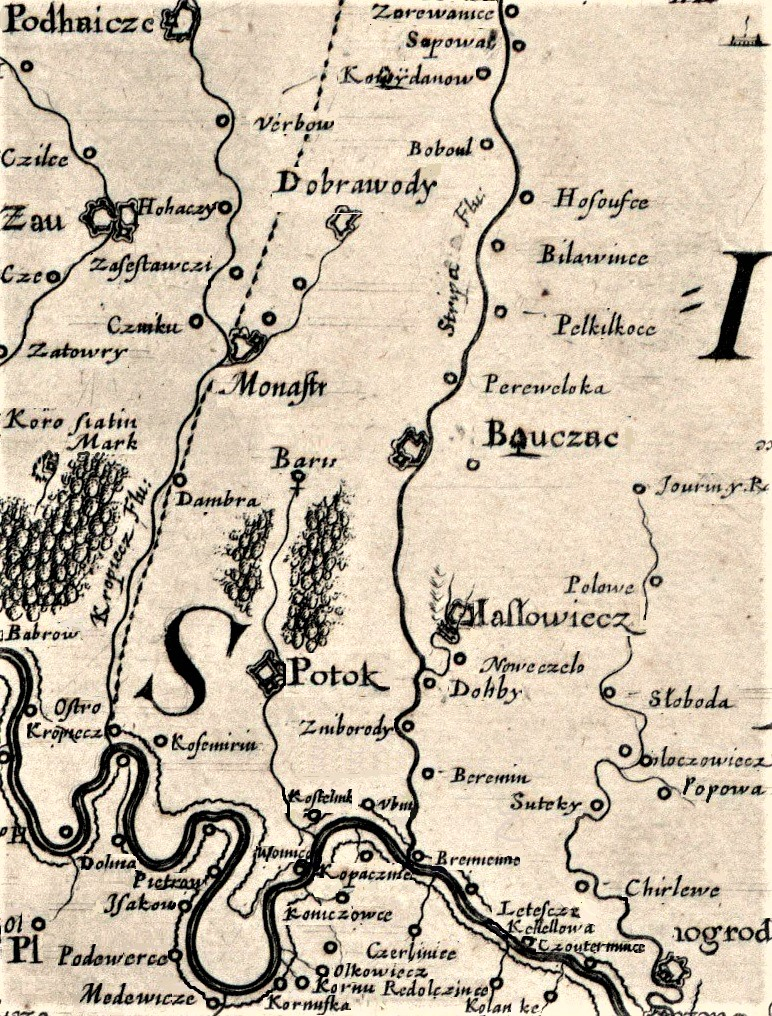
Литячі (Letescz) на фрагменті спеціальної мапи (південна орієнтація) України Боплана, 1650

Село Литячі (колишня назва Летяче) польською мовою називали «Лятач», лежить на лівому березі Дністра. Назва села «Летяче», як оповідали з переказів старші люди, походить з часів нападів турків і татар, які налітали на наші землі. До нашого села провадили дві дороги — одна із Хмелеви, засаджена липами, друга — з Дорогичівки, засаджена черешнями. Обидві дороги проведені за часів Австрії, за окупації Польщі були зовсім знищеними. Річка Дністер оточує село з двох боків від заходу до півдня. Правобережжя Дністра покрите лісами. На заході, долиною над річкою було близько 120 моргів лугу, з них — 80 орної землі, 20 моргів виноградників, в решта — пасовище.
Село Литячі ділилось на три частини — Кут, Середнє і Діброва. Були два присілки: Вербівці і Бідинці. Бідинці знаходились на півдні від села над самим Дністром. Там проживало близько 20-ти родин. На Бідинцях було два млини. В них мололи тільки мешканці нашого села і частково села Шутроминці.
На Вербівцях був розбудований господарський відділ фільварку, великі стайні, стодоли,  кузні і гуральня. На обох фільварках був великий тік, де складали збіжжя, в скирти солому. Всю працю робили кіньми. Всі ліси довкола села були його власністю. Всі жителі села працювали на пана від ранньої весни до пізньої осені, з раннього ранку до пізнього вечора. Сам пан не мав родини, він був самотній. Була в нього сестра, яка жила  в Львові, і якісь кузини, що жили в Польщі та Львові, куди він дуже часто їздив. По Першій Світовій війні половину землі пана розкупили українські селяни з нашого села та села Хмелева. У 1927 – 1928 роках більшовики вивезли пана і польську адміністрацію у невідомому напрямку. І подальша судьба їх невідома.
Центром села був Містечок. Про назву «Містечок» старі люди оповідають, що всі колишні села над Дністром були на дуже далекій відстані від міста. І якийсь власник фільварку, а було це дуже давно, вирішив розбудувати торгівельний центр на площі серед села. Там мали бути різного роду крамнички, корчма, кузня, а на самій площі торговиця. Щоб все це побудувати, обов’язково потрібно було мати поблизу воду. Але на той час з водою в селі було тяжко, і почали копати криницю серед площі, де мала бути торговиця. При цьому копанні були навіть людські жертви. Кілька чоловік, які копали криницю загинули. І це стало причиною занедбання розбудови торговельного центру. І від спроби збудування містечка й до сьогодні називають цю частину села «Містечок». До містечка збігаються усі найголовніші дороги села, а також дороги з Хмелеви та Дорогичівки. Існували також інші піші входи до села: один із них з сіл Дальшеве, Дубки, Репужинці Городеківського повіту. Там стежка провадила лісом до самого Дністра, потім люди перевозились човном, і знову йшли пішки скелястим берегом і виходили на Діброву. Другий піший хід до села провадив з села Чернелиця  (Городенківського повіту). Ця стежка теж провадила лісом  аж до Дністра. Далі перевіз човном і стежкою левадами одні виходили до криничок, а інші — на Кут.
У селі була скрута з водою. Бо в селі були тільки дві криниці: одна на Діброві у кінці села, друга — на Куті. Вода в цих криницях є джерельна, випливає із під білого каменю. Ці криниці були цементовані і обложені брусами. На кожній з них був дерев’яний дашок з трьох боків оббитий дошками. Ці криниці є і в наш час.
На всьому просторі полів в Летячому була і є тільки одна криниця, яку від того що вода випливає із під білого каменю, назвали «Біла криниця». Це є одне велике джерело води, що вибухає із під білої скелі і утворює невеликий потічок, що впадає до Дністра.
Забудування в селі були більшість мурованими з білого каменю, але де в кого були  з цегли. Стайні і стодоли в основному були з червоного  каменю. Були забудови зліплені і з глини. Хати переважно складалися з чотирьох частин: кімнати з кухнею і печею, світлиці, комори та сіней. В кожній хаті на трьох стінах горою під стелею висіли образи. 
Село лежить у зоні помірно – континентального клімату з нежарким літом, м’якою зимою і достатньою кількістю опадів. Середня температура липня становить 20 - 22°С тепла, а січня — 6-7°С морозу.
Село Летяче було славне своїми садами. Майже кожний господар, навіть найбідніший, мав на своєму господарстві сад, плоди якого, насамперед, споживав  він сам та його сім’я, а решту продавав покупцям, якими були євреї.
А також село було славне на всю околицю ткацьким промислом. Тоді виробляли різного роду писані верети, скатерті, рушники, крайки, пояси, полотна, міхи, сукна вовняні. Цією справою найбільше займались господині. Вони самі пряли прядиво, вовну з овець, яку потім красили в інші кольори. І з цього ткачі виробляли різні писані тканини.
Медичної обслуги на той час в селі не було. Про це не дбали ні австрійська ні польська влади. Мешканці села взаємно себе поважали і шанували. В розмові зверталися на «Ви», без різниці, хто б це не був. При зустрічі на вулиці, біля церкви, біля криниці чоловіки знімали шапку чи капелюха і вітали словами «Слава Ісусу Христу», а відповідали — «Слава на віки ».
В центрі села, на Містечку, жило шість єврейських родин, які мали свої крамнички: Берко, Йона, Шая, Хайм і Фішко. Інший єврей Йось жив на Діброві, мав також маленьку крамничку з тютюном. До Другої Світової війни залишилося тільки дві крамниці: Хайма і Йося. Всі інші зліквідувались.
Власником великої посілості був поляк — дідия  Міхал Краснопольський. На містечку знаходився його двір-палац, біля якого був великий сад, парк і квітники. Всюди були проведені алеї, засаджені фруктовими деревами, а також соснами, бузком і горобиною. Сад — огруд був обгороджений муром і живоплотом із грабини.
Люди в селі займалися хліборобством, бо найбідніший господар мав 2-3 морґи поля. Крім хліборобства наші люди мали інші заняття: тесали хрести, різні фігури з білого каменю.
Мова в селі була тільки українською. Нею розмовляли не тільки українці, але навіть латинники – поляки. Але поляки в останні часи почали між собою розмовляти польською. Адміністрація в селі між першою та другою світовими війнами була у польських руках. Війтами в селі теж були поляки. З приходом більшовиків у 1938 році, а згодом німків, адміністрація у селі була українських руках.
    Головним торговельним центром у селі була кооператива, зразково ведена крамниця, яка стала причиною ліквідування єврейських крамниць. В кооперативі товар був завжди відмінної якості. Довголітнім кооператором був Михайло Степ’юк. У тому самому будинку приміщувалася читальня «Просвіти» з невеликою залою та сценою. Час від часу відбувалися вистави. В читальні була невелика бібліотека, якою завідував Степан Тарабавка. Десь у 1930 році почала діяти молочарня в тому самому будинку. Згодом як молочарня почала розвиватися, приміщення стало тісне і тоді її було перенесено до будинку Анни і Степана Швайчуків. А з приходом більшовиків молочарню було перенесено до «Дому Людового» де вона була і за німців.
У 1943 р. організовано підстаршинську школу УПА. Під час німецько-радянської війни у Червоній армії загинуло 49 жителів села, 36 пропали безвісти. Після повернення радянської влади протягом 1944–1953 рр. за участь у національно-визвольній боротьбі ув’язнено близько 30 осіб, виселено у Сибір 55 осіб; загинуло 13 борців ОУН і УПА. Відомі борці за свободу-уродженці села:
- стрілець Товстенької “Січі”, сотенний УПА, політ’язень Григорій Литвинчук (псевдо “Гонта”; 1922 р. н.);
- зв’язкові ОУН Ганна Тарабалка (1926–1950), Марія Тремблюк (псевдо “Різка”; 1928 р. н.) і Марія Федоришин (1926 р. н.);
- станичні ОУН Михайлина Доченчук (загинула 1949 р.), Степан Чижик (псевдо “Джон”; 1914–1950); підпільники Йосип Бесащук (1923–1944), Василь (“Максим”; 1915–1949) і Михайлина Доченчуки (1920–1949), Василь Іванський (1920–1947), Йосип Недопитальський (1920–1949), Андрій Рудько (1921–1949), Микола Тарабалка (1922–1948), Василь (1920–1949) і Марія (“Квітка”; 1922–1946) Чижики, Степан Швайчук (“Негус”, “Черемош”; 1913–1950).

Після Великої Вітчизняної війни село почало розбудовуватися. Було побудовано нову школу, проведено водопровід, електроенергію. У центрі села у 1968 році встановлено пам’ятник «Скорботній матері», яка чекає своїх синів з війни. Побудовано новий торговий будинок, двоповерховий дитячий садок. Восени 1992 року було насипано і освячено могилу на честь загинувшим воїнам УПА та УС стрільцям. У 2004 році у село проведено підземний телефонний кабель, що дало змогу більше 60 дворів підключити до телефонної мережі. У 2007 році  проведено природній газ.
У листопаді 2023 року в селі освятили відновлений костел. Цей храм за гроші з пенсії та з допомогою меценатів відновив Микола Горбаль.
Поблизу села виявлено археологічні пам'ятки трипільської культури
Перша писемна згадка — 1424 року: великий литовський князь Витовт надав кілька сіл шляхтичу Теодорику з Язловця, серед яких були й Литячі. Король Ягайло у 1428 році підтвердив надання Витовта.
Згадується село 11 травня 1464 року в книгах суду в Галичі..
До 1-ї світової війни працювала цегельня. Діяли «Просвіта», «Січ», «Сільський господар», «Рідна школа» та інші товариства, кооператива, молочарня.
12 червня 2020 року, відповідно до розпорядження Кабінету Міністрів України № 724-р «Про визначення адміністративних центрів та затвердження територій територіальних громад Тернопільської області» увійшло до складу Товстенської селищної громади.
19 липня 2020 року, в результаті адміністративно-територіальної реформи та ліквідації Заліщицького району, увійшло до складу новоутвореного Чортківського району.

## Релігія
- церква святого архистратига Михаїла (1828, кам'яна, ПЦУ),
- церква святого архістратига Михаїла (1997, УГКЦ)
- каплиці: римо-католицька (1887) та Матері Божої (1993).

## Пам'ятки

### Природи
- 2 печери монахів-пустельників (Печера відлюдника),
- Ботанічні пам'ятки природи місцевого значення Дорогичівські дуби та Дуб «Литяцький», Дуб колоноподібної форми віком понад 100 р., звичайний дуб (понад 300 р.),
- Геологічна пам'ятка природи місцевого значення Травертинові скелі, усі — поблизу села,
- На східній околиці села розташований травертиновий водоспад Печери (в сторону с. Шутроминці).

### Пам'ятники
- Пам'ятний хрест на честь скасування панщини (відновлено 1992),
- Насипано символічну могилу Борцям за волю України (1993),
- Фундаторам церкви Краснопольським (кін. 19 ст.),
- Полеглим у німецько-радянській війні воїнам-односельцям (1968).

Пам'ятний знак (хрест) на честь скасування панщини
Щойновиявлена пам'ятка історії.
Робота самодіяльних майстрів, виготовлений із каменю (реконструйований).

### Музеї, галереї тощо
- «Галерея Богдана»[9] — картинна галерея в стилі Ар брют (Art Brut), створена поетом та дисидентом Миколою Горбалем. Твори образотворчого мистецтва написав його рідний брат Богдан Горбаль. Тут експоновані сотні незвичайних робіт, більшість — кольоровими олівцями на альбомних листках, а деякі намальовані просто на будівлях садиби. Микола Горбаль зібрав всі наявні малюнки після смерті брата, але, на жаль, більшу частину було втрачено ще до появи ідеї створення цієї галереї. Назва дана на честь художника — Богдана Горбаля[10].

## Замок
Чотиригранний оборонний замок проіснував у селі до 18 століття, мав чотири вежі по кутах. До кам’яної вежі, що збереглася до 1939 року, і прилеглого флігеля Ян Себастьян Гейдель добудував свій особняк.

## Соціальна сфера
Культурно – освітнє життя, як на ті часи, було  на високому рівні. До першої світової війни діяло товариство «Просвіта», яке розміщувалось у приміщенні «кооперативи».   Працювали хоровий, танцювальний, дитячий, драматичний гуртки під керівництвом               студентів Йосипа Швайчука та Йосипа Данилейка. Драмгурток працював тільки сезонно — восени та зимою. Там ставилися такі  п’єси: «Ой не ходи, Грицю, тай на вечорниці», «Мати - наймичка» та інші. Існував чоловічий хор, що складався з 40-ка чоловік, яким керував диригент Кость Вівчар, який приїхав з Бучача. Хор відзначився на конкурсі хорів у м.Товстім (тепер смт.Товсте), отримавши другу нагороду. Хор часто виїжджав із виступами по сусідніх селах. 
У селі працюють ФАП, БНТ, бібліотека, ЗОШ І-ІІ ступенів, дитячий садочок «Наддністряночка»,  три приватні продовольчі  та один господарський магазини. Відкрито чотири автобусні маршрути: Литячі – Заліщики(через смт.Товсте), Свершківці – Чортків(через Литячі), Свершківці- Заліщики(через Литячі),, Свершківці – Чернівці(через Литячі).
ДІЮТЬ:
- Литячівська гімназія;
- Клуб; 
- Бібліотека;
- ФАП;
- Пошта;
- ДНЗ "Наддністряночка";
- ФОП "Загайкевич В.Б.";
- ФОП "Бесащук І.І.";
- Пожежна частина;
- 3 магазини;
- НоваПошта;
- ФЕС "Литячі".

## Відомі люди

### Народилися
- громадський, політичний діяч Рудько Л. А.
- сотник УПА Г. Литвинчук,
- Герой Небесної сотні, Герой України Василь Аксенин (1962—2014).
- Павлюк Мирослав Іванович — доктор геолого-мінералогічних наук, академік Української нафтогазової академії, директор Інституту геології і геохімії горючих копалин НАН України та НАК «Нафтогаз України».
- Шевчук Степан Васильович — український художник, автор герба Чорткова.
- Війтишин Володимир Іванович 1960 р.н., доктор богослов’я, єпископ Івано- Франківської УГКЦ.
- Степ’юк  Михайло Дмитрович,  1955 р.н. — заступник директора  з виробництва Управління магістральних газопроводів «Прикарпаттятрансгаз», який зробив великий вклад у будівництво Шутриминської АГРС та допоміг газифікувати села.

### Проживають
- Микола Горбаль — український поет, дисидент, політик, громадський діяч, лауреат Премії імені Василя Стуса (1992).

## Світлини

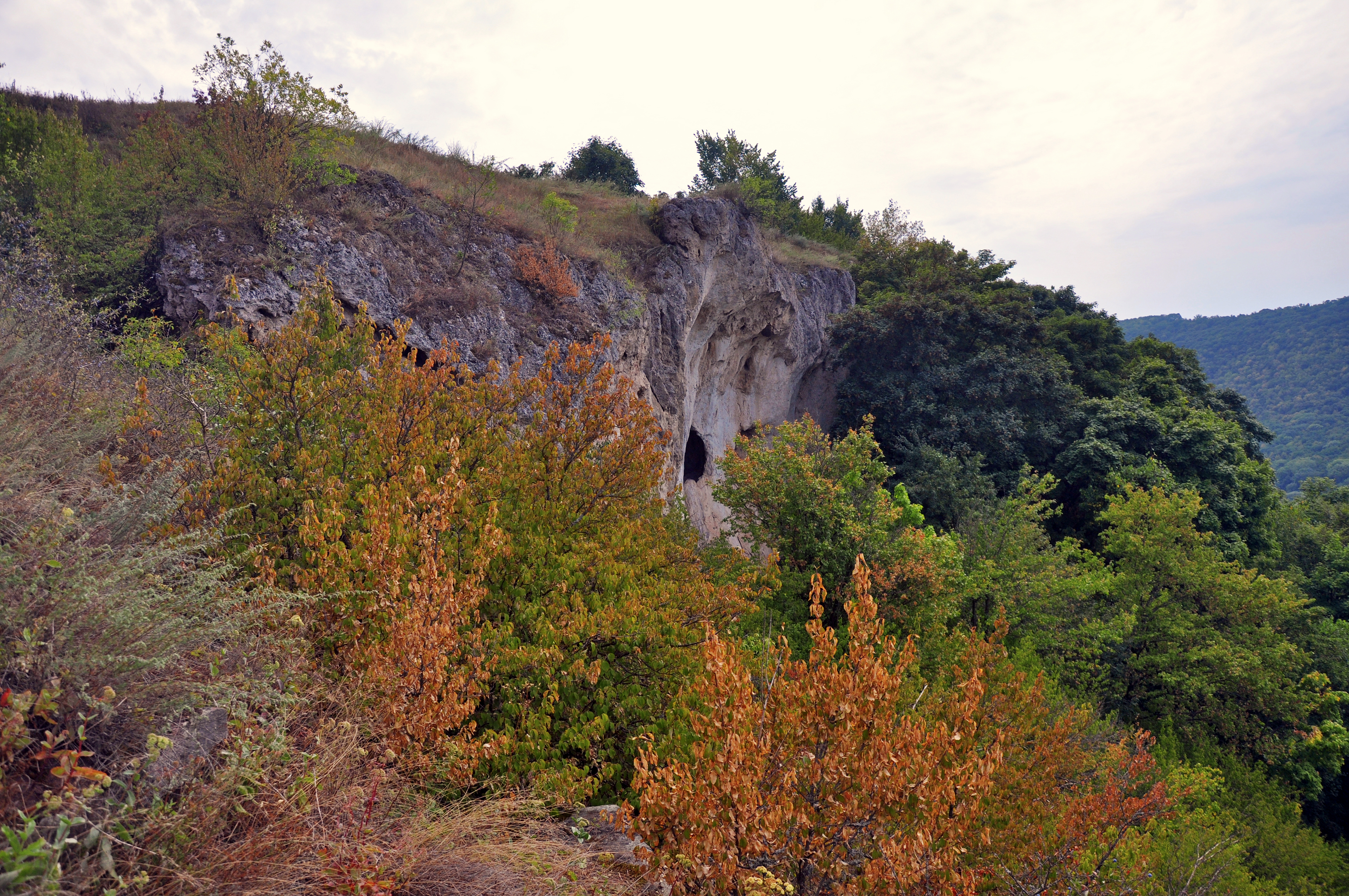
Травертинові скелі на околиці села
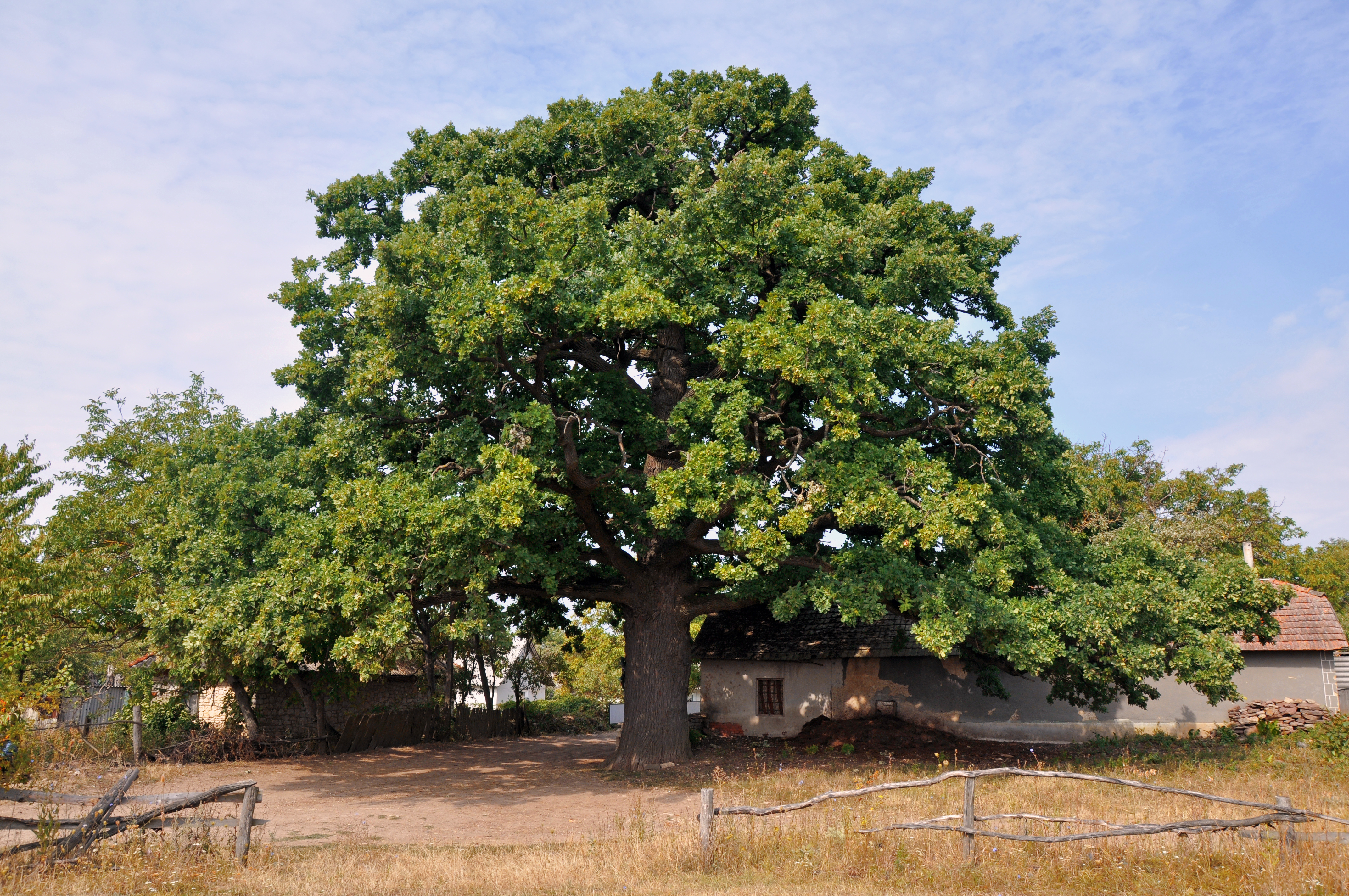
Дуб «Литяцький»
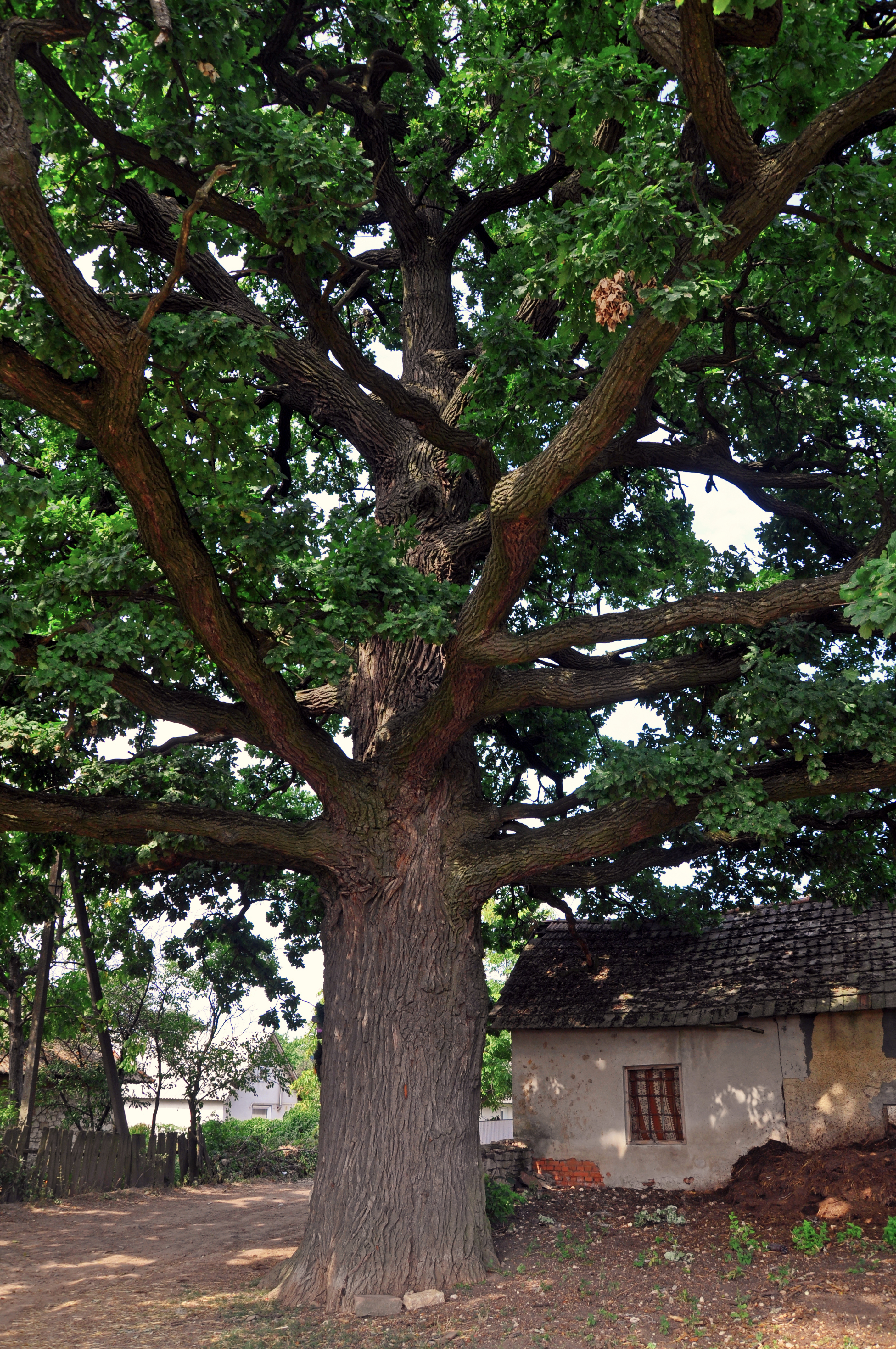
Дуб «Литяцький»
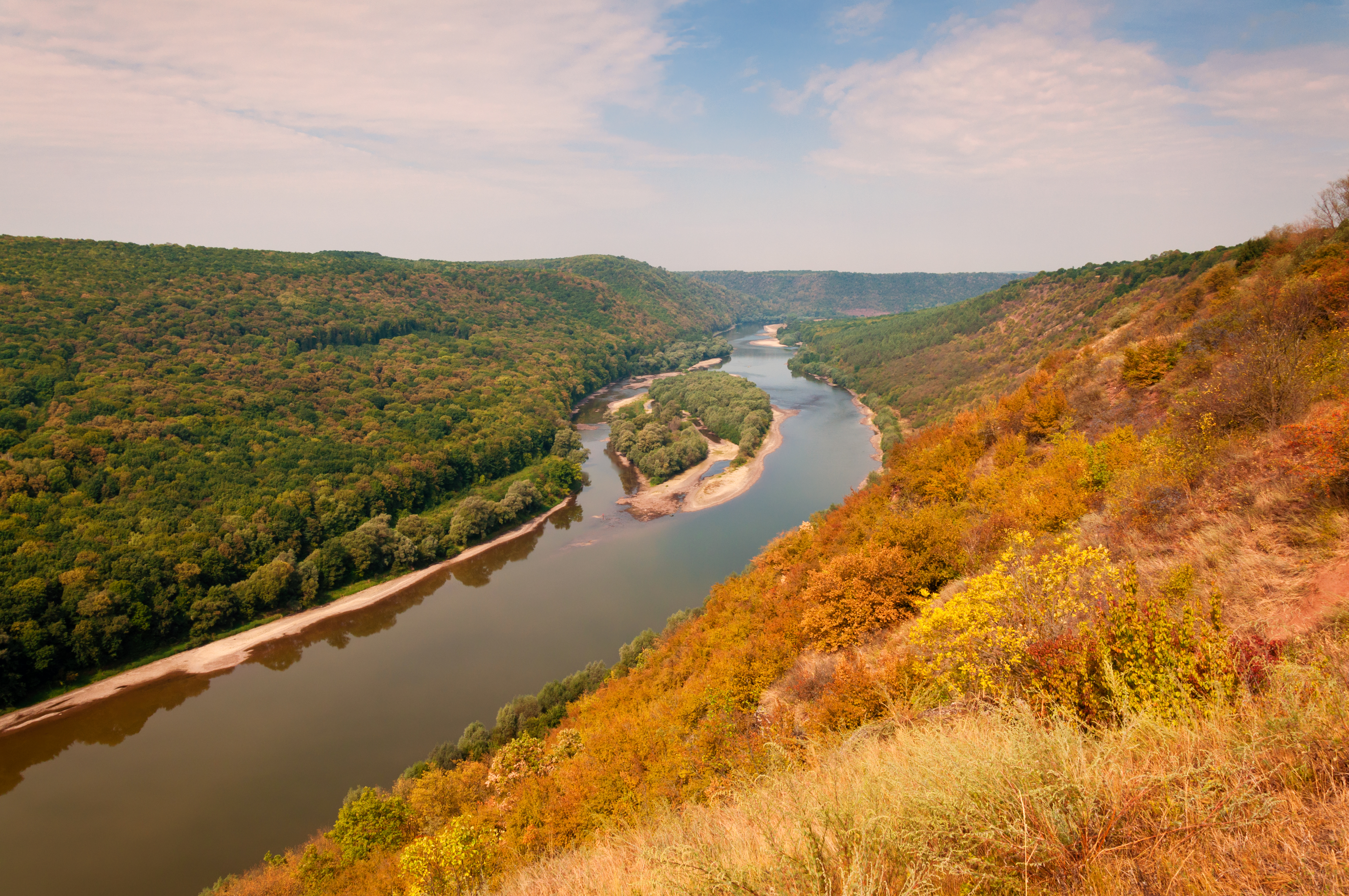
Вид на Дністер поблизу села
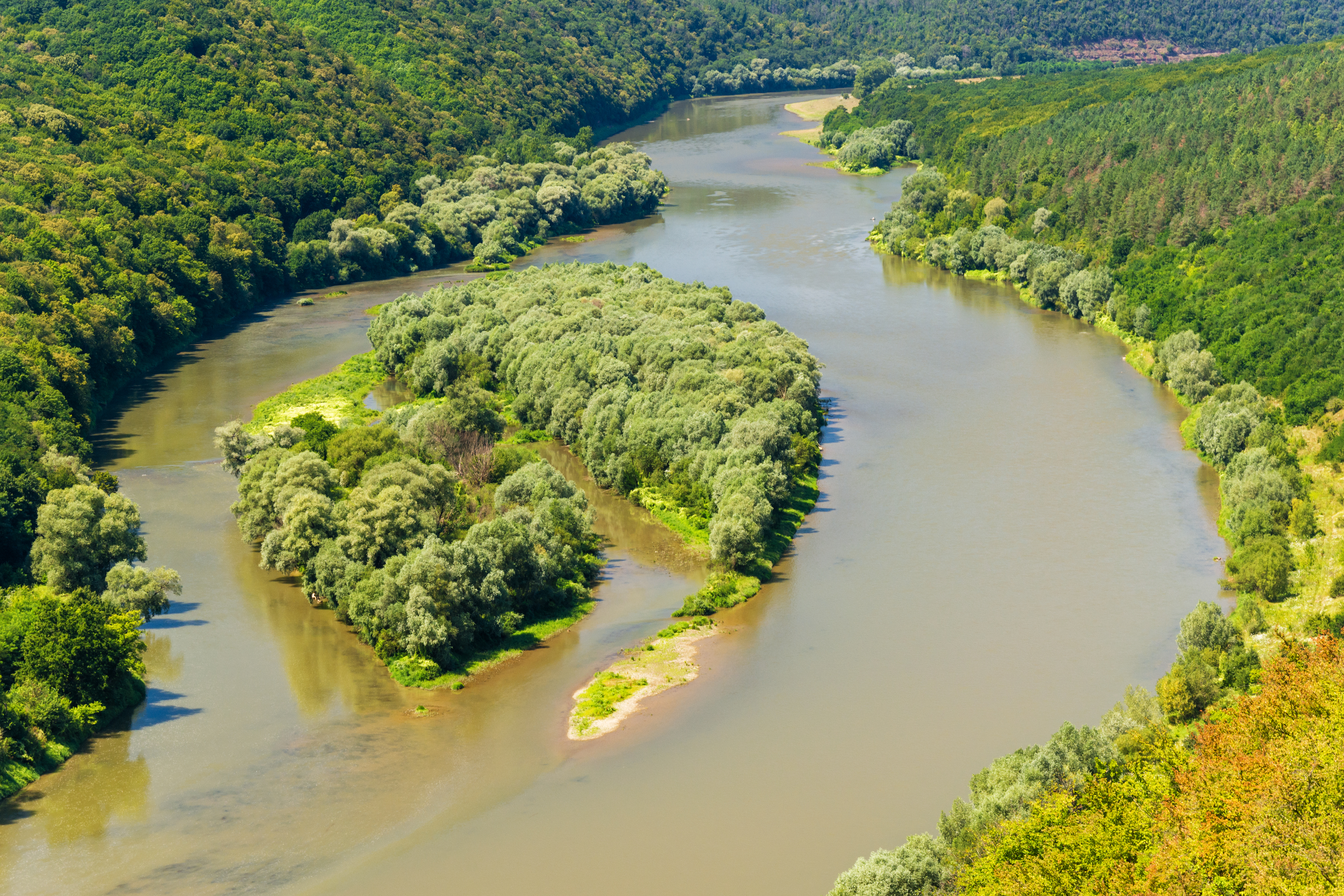
Острів Інь-Янь на Дністрі поблизу села